# Espiral de Raurimu
La espiral de Raurimu es una espiral ferroviaria de vía única, que parte de una curva de herradura, superando un desnivel de 139 metros, en la zona central de la Isla Norte de Nueva Zelanda, en el ferrocarril North Island Main Trunk (NIMT) entre Wellington y Auckland. Es una notable hazaña de ingeniería civil, que ha sido calificada de "obra maestra de la ingeniería". El Instituto de Ingenieros Profesionales de Nueva Zelanda ha designado la espiral como un importante patrimonio de ingeniería.

## Antecedentes
Durante la construcción del tramo central del NIMT surgió un gran obstáculo: ¿cómo cruzar las empinadas laderas entre la meseta volcánica de la Isla Norte, al este, y los valles y desfiladeros del río Whanganui, al oeste?

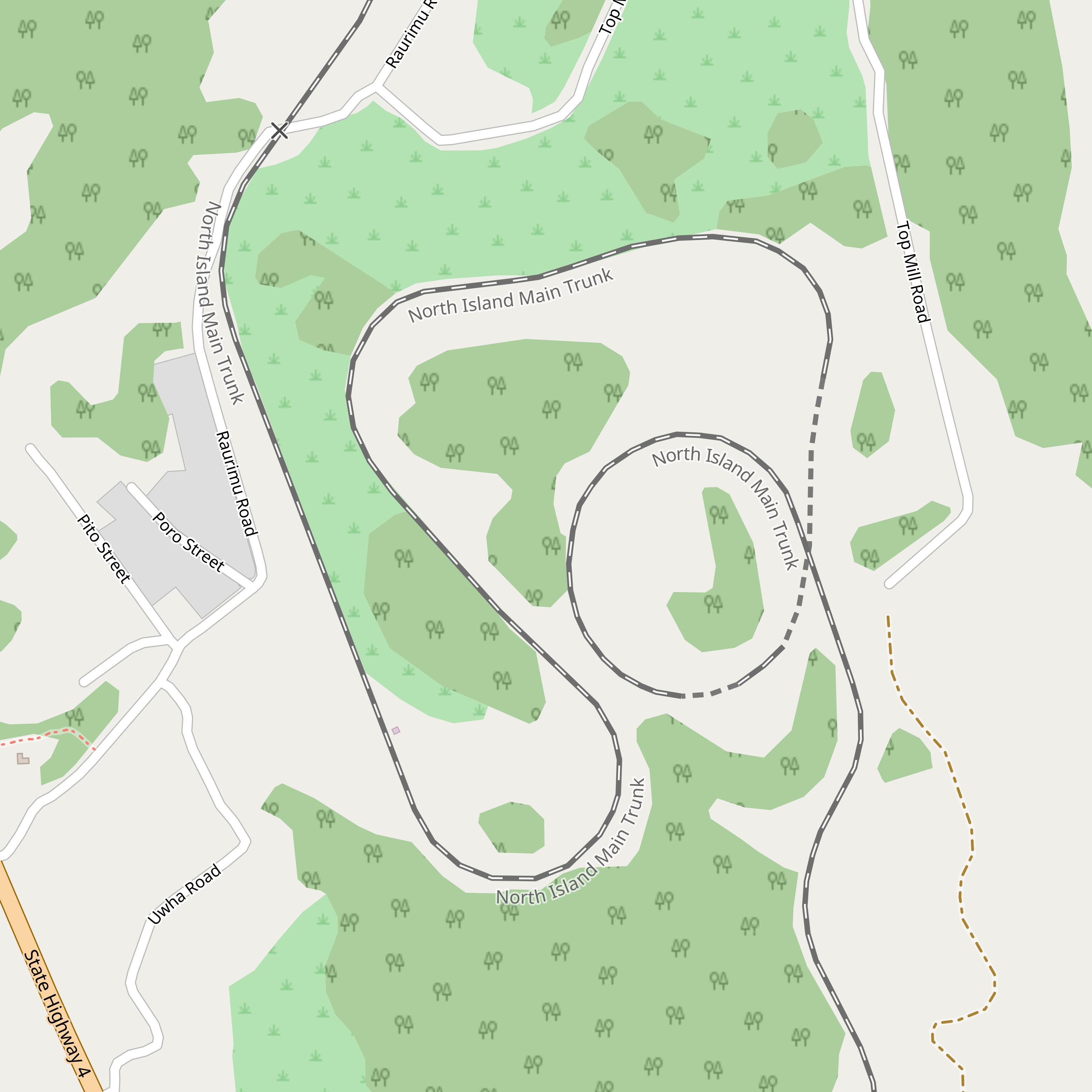
Mapa de la espiral, de OpenStreetMap

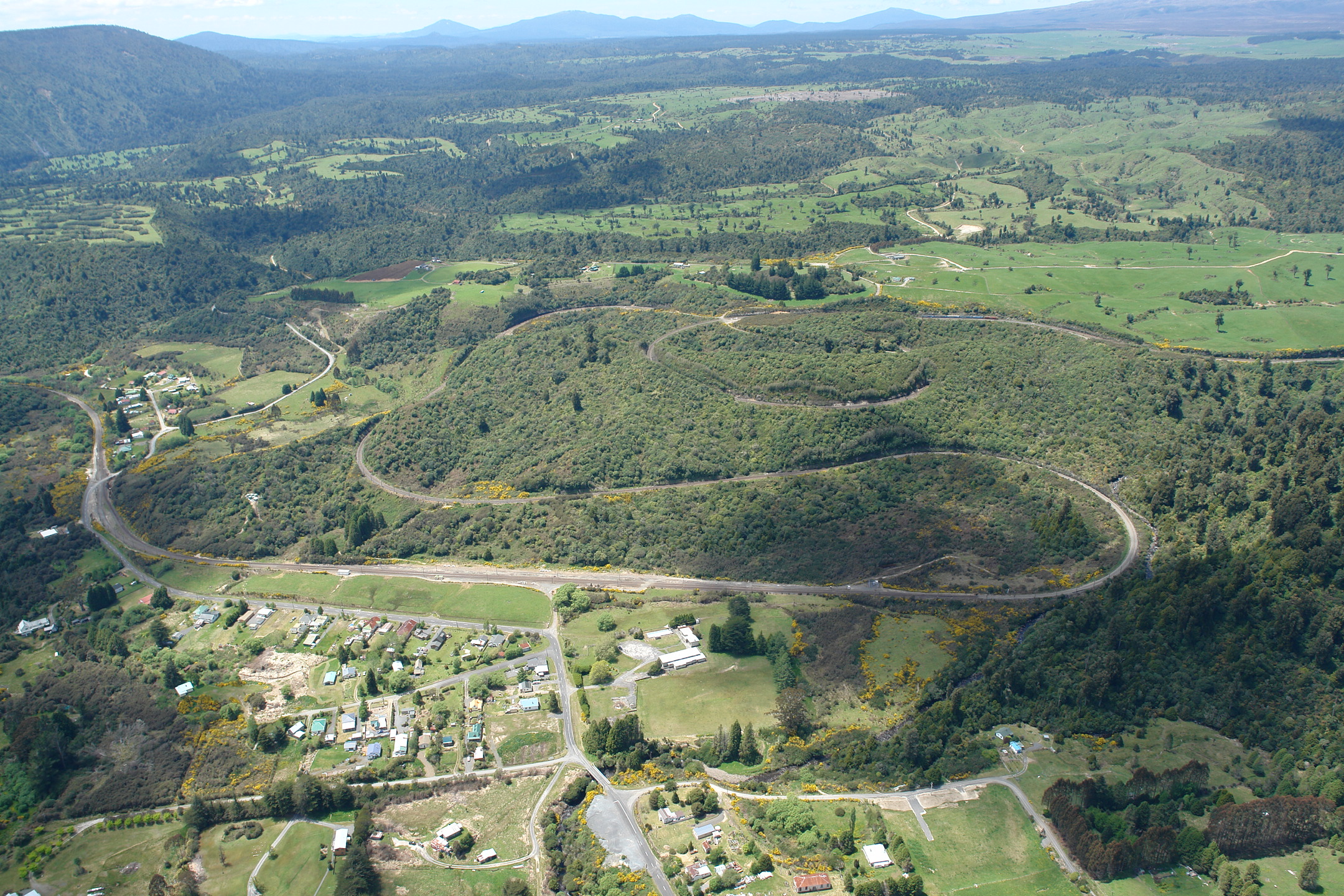
Vista de la espiral desde un helicóptero

Al sur de Taumarunui, el terreno es escarpado pero no inabarcable, a excepción del tramo entre Raurimu y el Parque Nacional, donde el terreno se eleva demasiado para una ruta ferroviaria directa. Una línea directa entre estos dos puntos se elevaría 200 metros en una distancia de unos 5 kilómetros, con una pendiente de 1 en 24. En la década de 1880 se estudió a fondo la zona para tratar de encontrar una ruta con una pendiente menor, pero la única posibilidad viable parecía requerir un desvío de 20 kilómetros y nueve enormes viaductos. Incluso entonces, la pendiente habría sido superior a 1:50.

## Construcción
El problema fue resuelto en 1898 por un topógrafo al servicio de Robert Holmes, ingeniero del Departamento de Obras Públicas. Propuso una línea que volvía sobre sí misma y luego daba la vuelta en espiral con la ayuda de túneles y puentes, subiendo a una pendiente de 1 en 52. Aunque era costoso y requería mucha mano de obra, el proyecto era más barato que el plan anterior de Browne y Turner, que requería 9 viaductos por el río Piopiotea. Lo más destacable es que aún hoy no existe un lugar donde ver la línea completa. Según cuentan, Holmes visualizó el trazado en su imaginación.
El ferrocarril forma una espiral ascendente hacia el sur, con dos túneles relativamente cortos, un círculo y tres curvas de horquilla. Desde el norte, los trenes pasan por Raurimu antes de tomar una curva de 200° a la izquierda en forma de herradura, subiendo por encima de la vía por la que acaban de circular. Siguen dos curvas cerradas a la derecha, después de las cuales la línea pasa por dos túneles cortos, el túnel espiral inferior (384 m) y el túnel espiral superior (96 m). A continuación, los trenes completan un círculo completo, cruzando por encima del túnel espiral inferior por el que acaban de pasar, que está 23 metros por debajo, antes de continuar hacia Wellington. Dos kilómetros más adelante, la línea tiene otras dos curvas cerradas, a la derecha y a la izquierda.
Tras la segunda de estas curvas, el tren se ha elevado 132 metros y ha recorrido 6,8 kilómetros desde Raurimu; la distancia en línea recta es de 2 kilómetros. Algunas de las curvas pronunciadas tienen un radio de sólo de 150 m.
Aunque las espirales son relativamente comunes en los Alpes, sobre todo en Suiza, suelen implicar la realización de extensos túneles en el interior de las laderas de las montañas. Una característica magistral del trazado de Holmes es la forma en que utiliza los contornos naturales del terreno, de modo que no se necesitan viaductos, y sólo dos túneles cortos.

### Citas
1. ↑  Dearnaley, Mathew (9 de agosto de 2008). «Steel backbone an economic lifeline». The New Zealand Herald. Consultado el 4 de noviembre de 2011.
2. ↑  «IPENZ». Archivado desde el original el 26 de enero de 2015. Consultado el 22 de septiembre de 2022.